# Richard Brawn
Richard Brawn (russisch Ричард Броун; * etwa 1670; † 21. Septemberjul. / 2. Oktober 1740greg. in St. Petersburg) war ein englisch-russischer Schiffbauer.

## Leben
Brawn trat im Januar 1705 mit einem Dreijahresvertrag als Schiffbaumeister der Woronescher Admiralität in russische Dienste. Schiffbaumeister Fedossei Skljajew ließ ihn nach einer Zeichnung Peters I. Zeichnungen für den Bau einer Galiot anfertigen und schickte ihn nach Olonez, um auf der Olonezer Werft in Lodeinoje Pole die Galiot und drei Schiffe spezieller Bauart zu bauen, wie Skljajew Peter I. in einem Brief vom Januar 1705 mitteilte. Brawn baute 1707–1708 auf der Olonezer Werft eine 15-Kanonen-Bombarde und 10 Brigantinen spezieller Bauart für die Baltische Flotte für den Einsatz im Großen Nordischen Krieg.
Brawn verlängerte nun seinen Vertrag. Mit Ukas Peters I. vom Juli 1708 wurde Brawn mit dem Schiffbaulehrling Gawriil Menschikow für den von Lukjan Wereschtschagin vorbereiteten Bau von zwei Eichenholz-Schiffen auf die Nowaja-Ladoga-Werft an der Mündung des Wolchows in den Ladogasee geschickt. Im August 1708 kam Brawn mit Menschikow nach Nowaja Ladoga und legte die beiden ersten 50-Kanonen-Linienschiffe Wyborg und Riga der Baltischen Flotte auf Kiel. Peter I. fragte ständig nach dem Fortschritt der Arbeiten und drängte mit Brief vom Juni 1710 an den Schlafkammerdiener Fjodor Saltykow und Brawn auf einen baldigen Abschluss der Arbeiten. Im Sommer 1710 liefen die Schiffe von Stapel.

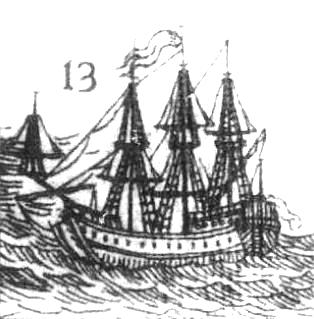
Swiataia Jekaterina

Brawn wurde 1710 nach St. Petersburg versetzt und baute nun Schiffe auf der Admiralitätswerft der St. Petersburger Admiralität. Im Juli 1711 legte er das 64-Kanonen-Linienschiff Swiataia Jekaterina auf Kiel, das im Oktober 1713 von Stapel lief. Im Oktober 1714 lief in Anwesenheit Peters I. die gleichartige Schlüsselburg von Stapel. Im selben Jahr legte Brawn Peter I. die Zeichnung eines 80-Kanonen-Schiffs vor. Der Equipage-Meister der Admiralität Alexander Kikin übergab im Auftrag Peters I. die Zeichnung  dem Schiffbauuntermeister Robert Hadley in der Kasaner Admiralität, der das Holz für das Schiff beschaffen sollte. Im Dezember 1714 kam Peter I. mit seiner Frau Jekaterina Alexejewna zu Brawns Kindstaufe und schenkte der Mutter 30 Tscherwonzen. Auf Einladung Brawns trat sein Schwager Richard Rams 1715 als Schiffbauer in russische Dienste.
Brawn baute weitere Schiffe. Die 24-Kanonen-Dreimast-Pinke Prinz Alexander lief 1716 von Stapel. Im selben Jahr begann er den Bau des 96-Kanonen-Linienschiffs Friedrichstadt, das 1720 von Stapel lief. Im Juli 1718 erhielt er wegen seiner häufigen Reisen nach Kotlin und Reval eine Gehaltserhöhung. Im Juli 1723 wurde Brawn zum Kapitän-Kommandanten der Flotte ernannt. Im Juli 1732 begann er den Bau des 114-Kanonen-Dreimast-Dreideck-Linienschiffs Kaiserin Anna, worauf er 1733 zum Oberintendanten ernannt wurde. Die Kaiserin Anna lief im Juni 1737 vom Stapel und wurde das Flaggschiff der Baltischen Flotte.
Brawn führte spezielle Teere zur Lebensdauerverlängerung der Holzplanken ein. Er benutzte erstmals Eisen-Bolzen statt Holzdübel. Er entwickelte eine eigene Stapellaufmethode und eine überdachte Helling für den vereinfachten Stapellauf.
Brawns Frau Mary Brawn starb im März 1738. Im April 1738 wurde Brawn Besitzer eines Steinhauses auf der St. Petersburger Wassiljewski-Insel. Brawn starb am 2. Oktober 1740 in St. Petersburg und wurde im Alexander-Newski-Kloster begraben.